# Паровоз системи Шея

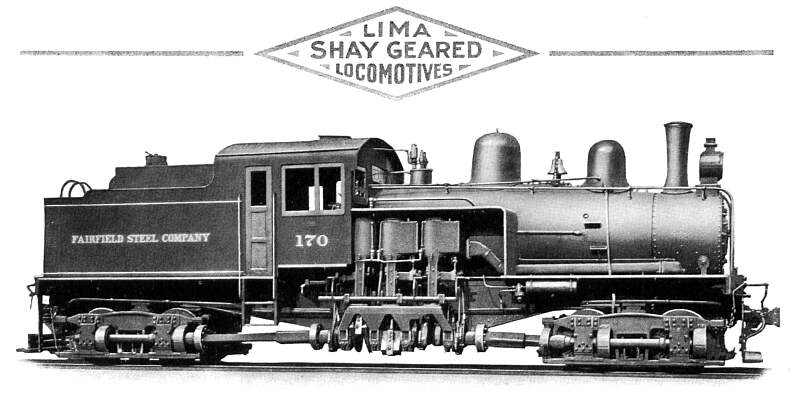
Паровоз системи Шея

Паровоз Шей (Shay) — історичні найпоширеніші паровози з зубчастою передачею. Паровози були побудовані за патентами Ефраїма Шея, якому приписують популяризацію концепцію редукторної передачі паровозів. Хоч дизайн ранніх Шеїв Ефраїма відрізнялись від пізніших, є чітка лінія розвитку, яка об'єднує всі Шеї.

## Розвиток

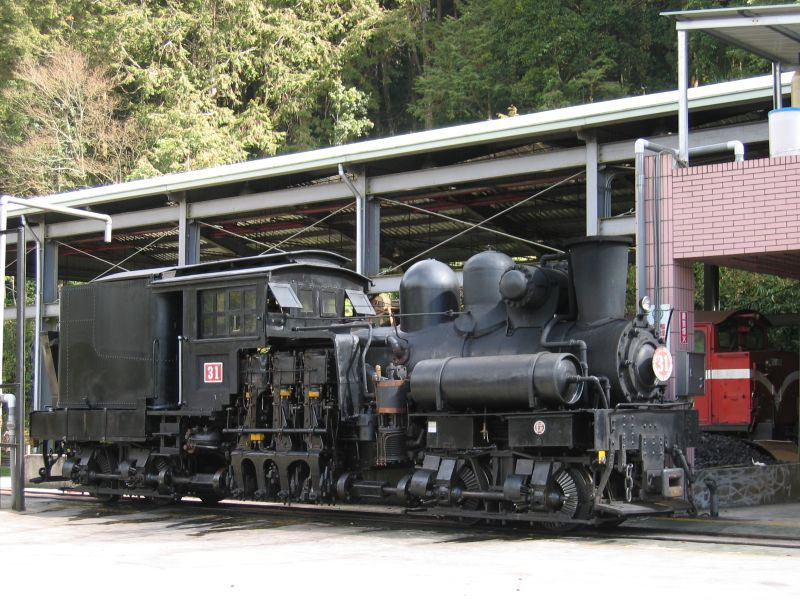
На Алішанській лісовій залізниці

Ефраїм Шей (1839–1916), був шкільним учителем, клерком в шпиталі під час громадянської війни, державним службовцем, лісорубом, торговцем, власником залізниці і винахідником. Він мешкав в штаті Мічиган.
В 1860-х рр. він став лісорубом і захотів розробити кращий спосіб пересовувати колоди на лісопилці за спуск взимку на санях по снігу. Він побудував свій власний паровоз в 1875 р., шириною колії 660 мм на дерев'яних шпалах. Це було набагато більш ефективніше, перевозити колоди, чим його конкуренти, тому що він міг перевозити колоди цій рік.
Два роки по тому він винайшов паровоз Шей. Приблизно 1877 р. він розробив паровоз на плоскій платформі з котлом, передачею з шестернями, які мали обертатися. Перший Шей мав два циліндра і передні візки (ведучі) встановлювались як зазвичай, при тому задні візки мали кріпитися до рами і не могли повертатися, так само як і ходова частина в звичайних паровозах. Він встановлював їх на колії шириною 3 фути (914 мм.) і 5 футів (1524 мм. — нині ця колія стандартна для України і інших країн колишнього СРСР) з високим котлом по центру, з резервуаром для води над передніми візками і двигуна Кріппенса встановлював позаду збоку над задніми візками. Шей спочатку експериментував з ланцюговим приводом від двигуна через підлогу до задніх візків. Не відомо чи він працював мав одну чи дві осі, але незабаром він найшов, що ланцюговий привод не був практичним і потім він спробував ремінний привід. Це не зайняло багато часу щоб ідея стала популярною.
Шей запатентував свій винахід на основній ідеї в 1881 р. Він запатентував покращені візки з зубчатою передачею для його паровоза в 1901 р.
Lima Locomotive Works, м. Ліма, штат Огайо, побудували прототип паровоза Ефраїма Шея в 1880 р. До 1884 р., всі Шеї побудовані Lima Locomotive Works важили від 10 до 15 коротких тон (від 8,9 до 13,4 довгих тон; 9,1 до 13,6 т.) кожен мав всього два циліндри. В [1884]] р. вони поставили перший 3-х циліндровий Шей (Class B), і в 1885, і перший 3-truck (Class C) Shay (вузькоколійний Шей шириною колії 914 мм.). Успіх Шеїв привели до значного розширення і реорганізації компанії в Лімі (Lima Locomotive Works). Коли Ліма вперше отримали Шеї, ідея не була вражаючою, поки Джон Кернс вплинув на компанію щоб використати цю ідею, в результаті появився класичний дизайн Шеїв.
В 1903 р. Lima Locomotive Works могли стверджувати що вони поставляли «найважчий локомотив яким керували в світі», перший 4-truck (Class D) Shay (паровоз Шей стефеновської колії — 1435 мм.), вагою 140 тон. Він був побудований для лінії Ель-Пасо — Рок-Айленд, з Аламогордо, штат Нью-Мексико до Кокс-Каньйон довжиною 31 миль (30 км) з петлястими кривими і підйоми аж до 6 % градусів. Використання тендеру з двома візками було необхідно тому що була погана якість води вздовж лінії, це означало що локомотив мав нести достатньо води для поїздки туди і назад.
Льюїс Едвард Фейтнер, працюючи на Ліму, запатентував вдосконалення двигуна закріпивши кронштейни і пароперегрівач для Шеїв в 1908 і 1909.
Після того як основний патент Шея втратив дію. Willamette Iron and Steel Works of Portland (Металургійний комбінат Вільямет в Портланді, штат Орегон), виробив свій тип паровозу Шей, і в 1927, Вільямет отримав патент на поліпшення візка з зубчатою передачею для таких локомотивів. Від початку «Shay» були торговою маркою Lima Locomotive Works, конкретно кажучи, це неправильно, зважаючи що паровози цієї конструкції вироблялись також сталеливарним заводом Вільяметт, а також іншими заводами. Шість Шеїв були патентними локомотивами, відомі як Henderson-style Shay (Шей у модифікації Хендерсона), які були побудовані Мічиганським Сталеливарним Заводом (Michigan Iron Works) в м. Каділлак, штат Мічиган.

## Огляд
Паровози Шей мали звичайні жаротрубні котли, зміщені в бік щоб забезпечити простір для одного або двох циліндрів двигуна і щоб врівноважити його, двигун був встановлений вертикально праворуч з поздовжніми приводними валами, розширенням попереду і на кормі від колінчатого валу на висоті візків. Ці вали мали універсальні шарніри і квадратні розсувні призматичні стики для розміщення поворотних візків. Кожна вісь була обумовлена окремою зубчатою передачею без побічних стрижнів.
Сила цих паровозів в тому що всі колеса в тому числі в деяких паровозів знаходилися під тендером, на яких подавалися через передачі енергія від двигуна, в результаті розвивалось тягове зусилля. Високий коефіцієнт ходу поршня в колесах революційно дозволило їм працювати при частковому ковзанню, коли звичайний локомотив буде обертати свої ведучі колеса і спалювати рейки, при цьому втрачаючи зчеплення з дорогою.
Паровози Шей часто відомі як side winders або як steam winders за того що збоку були закріплені приводні вали. Більшість з них були побудовані в США, але багато з них були експортовані, близько до тридцяти країн, експортували їх завод в Лімі, або після того як вони були списаними в США.

## Класифікація
Близько 3500 паровозів Шей були побудовані в заводі в Лімі в чотирьох класах, від 6 до 160 тон між 1878 до 1945:
- Class A: мали два циліндра, два візки. Вага складала між 6 і 24 тонами.
- Class B: мали три циліндра, два візки. Вага складала між 10 і 80 тонами.
- Class C: мали три циліндра, три візка. Вага складала між 40 і 160 тонами.
- Class D: мали три циліндра, чотири візка. Вага складала між 100 і 150 тонами.

Примітка: Два 15 тонних Шей були побудовані з двома циліндрами і 3 візками. Двадцять були побудовані Class D. Вони не були більш потужнішими чим Class C, але мали більший запас палива і води, що дозволило підвищити витривалість. Чотири паровози Шей були побудовані лівосторонніми, спеціально замовлені Sr. Octaviano B. Cabrera Co. місто Сан-Луїс-де-ла-Пас, Мексика.

## Збереженні екземпляри
Тільки 117 паровозів системи Шей збереженні до сьогодні, більше можете подивися за цим [[посланням|http://www.shaylocomotives.com/surviving/SLc-Survivors.htm [Архівовано 18 лютого 2015 у Wayback Machine.]]]. В статті наведено невеликий список:
1. Відновлений і виставлений для огляду 24/7/365 в центрі м. Каділлак, штат Мічиган для вільного огляду в м. Кадилак, виставлений локомотив з тендером компанії Soo Lumber Company. Офіційна історія Мічигану пояснює за чого це…
2. Найстаріший збережений паровоз Шей, серійний номер 122, побудований 1884 р., в даний час виставлений для огляду в м. Реддінг, Каліфорнія, в дослідницькому парку Тартл-Бей.
3. Найстаріший діючий паровоз Шей, працює на туристичній залізниці Cass Scenic Railroad в штаті Західна Вірджинія, має свій номер № 5. Це був перший куплений в [1905]] р. компанією West Virginia Pulp & Paper Co. В м. Касс. Цей паровоз № 5 насправді лишився працювати на своїй першій залізниці починаючи з 1905 р.
4. Вузькоколійний паровоз Шей (ширина колії 914 мм.) № 2 компанії The Camino-Placerville & Lake Tahoe No., виставлений в музеї Тревел Таун в м. Лос-Анджелес.
5. Вузькоколійний паровоз Шей № 1 «Dixiana» компанії Roaring Camp and Big Trees Narrow Gauge Railroad (Class B, серійний номер 2593 побудований 1913 р.) і № 7 "Sonora " (Class C, серійний номер 2465 побудований 1911 р.)
6. В музеї Railtown 1897 збережено паровоз Шей (class C) № 2 компанії Sierra Railroad, інколи працює з туристичними поїздами.
7. Колорадському залізничному музеї (Colorado Railroad Museum) є два паровози Шей № 12 і № 14, які працювали на залізниці Georgetown Loop Railroad протягом 20 років.
8. В Музею Транспорту штату Нью-Джерсі (New Jersey Museum of Transportation) в Allaire State Park, на даний час реставрується вузькоколійний паровоз Шей № 6 (ширина колії 1067 мм.) компанії Ely-Thomas Lumber Company. Цей паровоз працював на залізниці Pine Creek Railroad з 1965 до 2002 р., був виведений з експлуатації для ремонту котла.
9. Залізнична компанія Yosemite Mountain Sugar Pine Railroad має і два працюючих паровози № 10 і 15Шей які були у власності West Side Lumber Company на цій лінії на південь від Національного парку Йосеміті (Yosemite National Park)
10. В Канадському музею науки і технології (Canada Science and Technology Museum) має один з двох працюючий паровозів Шей № 3 і 4 які були побудовані для компанії Merrill & Ring Lumber Co. і їх використовували під час лісозаготівельних роботах в Теодозії Арм, на материковій частині Британської Колумбії. Цей паровоз Шей, обслуговується волонтерами Bytown Railway Society (Бітаунське залізничне товариство).
11. Паровоз № 1925 (Class C, серійний номер 3256, побудований 1925 р.) компанії Graham County Railroad, збережений в Музею транспорту Північної Кароліни (North Carolina Transportation Museum in Spencer), в м. Спенсер. Він працював в музеї з 1997 до 2005 коли паровозу потрібен був ремонт котла. З тих часів він був збережений в депо, як статичний експонат, а універсальні шарніри були прибрані.
12. Паровоз (Class C, серійний номер 3345, побудований 1929 р.) компанії New Mexico Lumber Co., збережений в Хесстонському Паровозному музеї (Hesston Steam Museum) в м. Хесстон, Індіана. Він був куплений в компанії LaPorte County Historical Steam Society і переїхав в музей Хесстон, де він був пошкоджений в депо під час пожежі в 1985 р. Він був реставрований і почав працювати в 2006 р.
13. Паровоз № 9 (Class C, серійний номер 3199, побудований 1923 р.) був куплений компанією Midwest Central Railroad в 1966 р., і з невеликим ремонтом в середині 1990 р., як і раніше працює в південно-східній частині штату Айова. Під час трьох сезонів працював в компанії MCRR (Midwest Old Threshers' Reunion, Midwest Haunted Rails, and the North Pole Express). В січні 2011 р. MCRR і Georgetown Loop Railway уклали угоду про за якою протягом від 7 до 10 років, реконструюють співробітниками GLRR паровоз Шей № 9. Він увійшов в пасажирське обслуговування на залізниці — Georgetown Loop Railway.
14. В м. Каділлак, штат Мічиган також має паровоз Шей в центральному міському парку, як нагадування про вклад міста в розробку і виробництва паровозів цієї серії.
15. В Іллінойському залізничному музеї (Illinois Railway Museum), найбільшому залізничному музею в США, працює один з 3-х циліндрових паровозів Шей, побудованим заводом Lima Locomotive Works в 1929 р., є ветераном компанії J. Neils Lumber Company.
16. Паровоз № 1 компанії Meadow River Lumber Co. — є одним з паровозів Шей в колекції музею — Steamtown National Historic Site в місті Скрантон, штат Пенсильванія.
17. Останнім побудованим серійним паровоз Шей був паровоз № 6 компанії Western Maryland Railway (серійний номер 3354, побудований в 1945 р.), залишається в робочому стані на туристичній залізниці Cass Scenic Railroad. Є другим по розміру паровозом Шей який був побудований, цей 162 тонний паровоз Class C був в обслуговані протягом чотирьох років, коли був відставлений від роботи і відправлений в музей B&O Railroad Museum. В 1981 р. він був знятий з статичної експозиції, в обмін на менший паровоз Шей(колишній Cass Scenic № 1) і паровоз H. K. Porter 0-4-0T (Saint Elizabeth № 4). Паровоз Шей № 6 був введений в експлуатацію на залізниці Cass Scenic Railroad під прізвиськом «Big 6». Тепер він служить в обслуговувані туристів і ентузіастів протягом довшого періоду, ніж це робили його попередні власники. Цей паровоз Шей є найбільшим з існуючих на даний час. Cass Scenic Railroad — також найбільшою залізницею де працюють паровози з зубчастою передачею в світі.
18. Існує 28 тонний вузькоколійний паровоз Шей (Class B) № 31 відновлений для Алішанської Лісової залізниці (Alishan Forest Railway) в Тайвані. Це був другим з Алішанських Шеїв які повинні були відновлені. Більшість збережених Алішанських паровозів Шей збереження для огляду в Тайвані, хоч один № 14, був експортований в Австралію на залізницю Puffing Billy Railway.
19. Туристична залізниця Касс (Cass Scenic Railroad) є місцем де збережено інші паровози Шей, окрім вищевказаних паровозів № 5 і 6. На залізниці CSRR зараз працює Шей № 11, побудований в 1923 р., працював спочатку на залізниці Hutchinson Lumber Company в місті Фізер-Фоллс, штат Каліфорнія. Цей Шей більш відомий як Feather River № 3. Також паровоз Шей № 11 важить 103 тони і його клас — Class C. Залізниця CSRR має також тихоокеанський паровоз Шей № 2, побудований в 1928 р. для компанії Mayo Lumber Company в місті Палді, острів Ванкувер, провінція Британська Колумбія, Канада, паровоз № 2 також єдиний паровоз Шей, який міг використовувати як паливо дерева, вугілля, нафту, важить 93 тони, клас паровоза — Class C. Залізниця Cass Scenic Railroad має також ще один працюючий паровоз Шей № 4, спочатку мав номер № 5, спочатку він був побудований для компанії Birch Valley Lumber Company, в м. Тайога, Західна Вірджинія в 1922 р.. В не робочому стані на туристичній залізниці Cass Scenic Railroad знаходяться паровози Шей (Class C) № 7 і № 4, один важить 70 тон, інший 80-тон. (Інформацію взято за цим посиланням http://www.cassrailroad.com/locos.html [Архівовано 18 червня 2017 у Wayback Machine.])